# Вместо меня
«Вместо меня» — художественный фильм, поставленный Владимиром Басовым-младшим и Ольгой Басовой по мотивам одноимённого рассказа Виктории Токаревой. Премьера картины состоялась на фестивале «Кинотавр» в 2000 году.

## Сюжет
В жизни театрального режиссёра Димы Лаврова (Сергей Безруков) началась чёрная полоса: денег на постановку спектакля «Борис Годунов» нет и не предвидится; уходит жена; общение со спонсорами заканчивается в вытрезвителе. Именно там он знакомится с Тралом (Сергей Шкаликов), который предлагает Диме сопровождать во время речного путешествия прикованного к инвалидной коляске русского миллионера Гагарина (Олег Стриженов), прожившего много лет в Лондоне, а теперь решившего наведаться в родные места. Дима колеблется; миллионер увеличивает вознаграждение.
В путешествии Диму ждёт много событий и испытаний: это и непрерывный диктат миллионера, желающего видеть в Лаврове самого себя в молодости; и встреча с новой любовью (Ирина Апексимова); и неудавшаяся попытка побега. В итоге Дима, обвинив старика, что тот превратил его в ничтожество, уходит от Гагарина окончательно.
Спустя некоторое время Лавров получает извещение из банка — на его имя перечислена крупная сумма. Прежде чем снять деньги со счёта, Дима отправляется в Лондон. Дворецкий Саймон, встретивший его в имении, сообщает, что Гагарин умер, и передаёт конверт, оставленный стариком. В письме — всего три слова: «Живи вместо меня».

## В ролях
| Актёр                                         | Роль                        |
| --------------------------------------------- | --------------------------- |
| Олег Стриженов                                | Александр Сергеевич Гагарин |
| Сергей Безруков                               | Дима Лавров                 |
| Ирина Апексимова                              | Ольга                       |
| Мария Голубкина                               | Маша                        |
| Всеволод Абдулов                              | Саймон                      |
| Сергей Шкаликов (озвучивание — Андрей Ташков) | Володя Трал                 |
| Иван Охлобыстин                               | водила с острова            |
| Александр Мохов                               | сержант милиции             |
| Николай Гусев                                 | парень в гостинице          |
| Владимир Басов                                | родственник Гагарина        |
| Мамука Кикалейшвили                           | бизнесмен Жора              |
| Андрей Панин                                  | бизнесмен                   |
| Александр Новиков                             | бизнесмен                   |
| Владимир Сердюков                             | бизнесмен                   |
| Александра Скачкова                           | Жанна                       |
| Станислав Стрелков                            | Славик                      |
| Андрей Тартаков                               | хозяин театра               |
| Максим Федосеев                               | бармен Боря                 |
| Владимир Яковлев                              | телохранитель               |
| Александр Боровиков                           | телохранитель               |

## Съёмочная группа
- Виктория Токарева — автор сценария (при участии Валерия Тодоровского)
- Владимир Басов, Ольга Басова — режиссёры
- Юрий Любшин — оператор
- Леонид Свинцицкий, Екатерина Кожевникова — художники-постановщики
- Владимир Дашкевич — композитор

## История создания
Изначально сценарий фильма, который писали Виктория Токарева и Валерий Тодоровский, был предназначен для режиссёра Аллы Суриковой. Однако процесс затянулся, и Сурикова переключилась на другой проект.
В сентябре 1997 года к съёмкам приступили Владимир и Ольга Басовы, планировавшие сдать ленту не позднее августа 1999-го, — предполагалось, что она станет бенефисом и подарком к 70-летию Олега Стриженова. На сей раз работу киногруппы более чем на полгода притормозил дефолт 1998-го.
Эпизоды, действие которых происходит в британском имении Гагарина, снимались в Англии, на острове Уайт: продюсеры выделили на поиск натуры и съёмки 10 дней. Для сцен, связанных с путешествием героев, был зафрахтован теплоход «Юрий Андропов», курсировавший от Москвы до Нижнего Новгорода.
По словам Олега Стриженова, с предложением о главной роли ему позвонил не ассистент режиссёра, а сам Владимир Басов-младший. Это обстоятельство оказалось решающим — актёр сразу дал согласие. На данный момент роль миллионера Гагарина — последняя крупная работа в кинокарьере Олега Стриженова.
В фильмографии Сергея Безрукова роль Димы Лаврова, наоборот, стала первой главной ролью. Артист признавался, что его герой «местами — абсолютный „я“ в предлагаемых обстоятельствах».
До премьеры не дожили два актёра, участвовавшие в картине, — Сергей Шкаликов (его героя озвучивал Андрей Ташков) и Мамука Кикалейшвили. Также этот фильм стал последним для Всеволода Абдулова.

## Рецензии
Картина, которую так ждали, вызвала неоднозначную реакцию в прессе. Так, Елена Стишова писала на страницах «Независимой газеты», что фильм, претендующий, по замыслу режиссёра, на философские размышления, пробуксовывает, «подобно инвалидному креслу, в котором совершает пируэты жестокосердый русский иностранец».
Обозревателю «Коммерсанта» показалось, что своим сюжетом картина «немного смахивает» на «Запах женщины» с Аль Пачино. Кинокритик Елена Ардабацкая назвала фильм «Вместо меня» «странным» и пришла к выводу, что у Сергея Безрукова, который пытался быть «этим „вместо“», ничего не вышло.
В то же время обозреватель Маша Дантян признала, что, несмотря на финансовые трудности, фильм получился трогательный, и предложила порадоваться тому, что «у нас есть милые, профессионально сделанные картины». Сергей Пальчиковский увидел определённую символичность в том, что в одной ленте встретились легенда советского кино Олег Стриженов и занявший вскоре его нишу «романтического героя» Сергей Безруков.

## Награды и фестивали
- Открытый российский кинофестиваль «Кинотавр» (2000) — номинация «Главный приз „Золотая роза“»
- VIII фестиваль российского кино «Окно в Европу» (2000) — участие во внеконкурсной программе[10]
- II Всероссийский шукшинский кинофестиваль (2000) — главный приз[11]
- Кинофестиваль «Московский ФЕСТ — Московская осень» (2000) — участие в программе российских фильмов[12]
- Фестиваль «Московский Пегас» (2000) — премия «Золотой пегас» за лучшую мужскую роль (Олег Стриженов)[13]